# Pine Island (Minnesota)
Pine Island – miasto w Stanach Zjednoczonych, w stanie Minnesota, w hrabstwie Goodhue.